# 鄂霍次克海阿蒂迪杜父魚
鄂霍次克海阿蒂迪杜父魚，為輻鰭魚綱鮋形目杜父魚亞目杜父魚科的其中一種。分布於西北太平洋區的鄂霍次克海海域，屬深海底棲性魚類，深度在水深300至615公尺，生活習性不明。